# Данська королівська академія витончених мистецтв
55°40′49″ пн. ш. 12°35′14″ сх. д. / 55.680277777778° пн. ш. 12.587222222222° сх. д.
Данська королівська академія витончених мистецтв (дан. Det Kongelige Danske Kunstakademi) — вищий навчальний заклад в Данії. Розташована в Копенгагені. Заснована у 1754 році Ніколаєм Ейгтведом

## Характеристика
Академія — єдиний вищий навчальний заклад в Данії, де проводиться одночасно навчання мистецтву і дослідження в теоретичних і технічних галузях мистецтва.
Головні предмети навчання і досліджень : живопис, скульптура, фотографія, відео і т. д., а також теоретичні і історико-культурні дисципліни з галузі мистецтвознавства.

## Відомі випускники
- Ніколай Абільґор (1743—1809) — засновник данської школи живопису.